# Farrea vosmaeri
Farrea vosmaeri är en svampdjursart som beskrevs av Schulze 1886. Farrea vosmaeri ingår i släktet Farrea och familjen Farreidae. Inga underarter finns listade i Catalogue of Life.